# タトン
タトン (ビルマ語: သထုံ(မြို့)、MLCTS: sa. htum (mrui.)、ALA-LC翻字法: Sa Thuṃ (mrui')、ビルマ語発音: [t̪ətʰòʷm (mjo̰)] タトウン(・ミョウ); モン語: သဓီု Sadhəm /kəthɜ̤m/) は、ミャンマー南部のテナセリム平原にあるモン州の町である。タトンは国道8号線沿いに位置し、また国道85号線にも接続している。 ヤンゴンの南東230km、モーラミャインの北70kmに位置する。 少なくとも紀元前4世紀から紀元後11世紀中頃まではタトン王国の首都であった。

## 語源
タトンはモン語 သဓီု Sadhəm のビルマ語名であるが、これはパーリ語の Sudhammapūra（သုဓမ္မမပူရ）に由来しており、神々の議論の場である Sudharmā にちなんだものである。

## 歴史
タトン（Thaton）は、現在の下ビルマを4世紀から11世紀にかけて支配していたモン族の王国、タトン王国（英: Thaton Kingdom）の首都であった。ビルマ人やタイ人と同様、現代のモン族の中には自分たちの民族性、特にタトン王国を半歴史的なスワンナプーム王国（「黄金の国」）と同一視しようとしてきた者もいるが、こうした主張は今日他の東南アジアの様々な民族によってもなされており、学者によっても見解が分かれている。歴史的な研究では、この用語の初期の使用法（紀元前3世紀に仏教徒の使節をそこに派遣したインドのアショーカ王の勅語に見られるように）は、東南アジアではなく南インドの場所を示していたことが示されている。
ドヴァーラヴァティー王国において、インドやスリランカとの貿易のために、タトンはマルタバン湾の重要な港であった。Dhammadassi とも呼ばれる僧侶のシン・アラハンはタトンで生まれ、ナコーンパトム（ドヴァーラヴァティー王国の古都; 現在はタイ王国領）で教育を受け、テーラワーダ仏教をビルマ王国のバガンといった北の方に広めた。1057年にパガン朝のアノーヤター王がタトンを征服した。

## 教育
タトンはタトン・コンピュータ大学（Computer University）の本拠地であり、コンピュータサイエンスとコンピュータ・テクノロジーの5年間の学士号プログラムを提供している。 またタトン農業大学の本拠地でもある。